# Zile birmaneze
Zile birmaneze (în engleză Burmese Days) este un roman scris de George Orwell. A fost pentru prima oară publicat în Regatul Unit, în anul 1934. Este o poveste din vremea când Imperiul Britanic era aproape de destrămare, iar Birmania era condusă de la Delhi, ca parte a Indiei Britanice. Personajul principal este John Flory, "un individ singur care a fost prins într-un sistem care subminează latura bună a naturii umane." Este primul roman al lui Orwell, și descrie „bigotismul imperial într-o societate coruptă unde, "până la urmă, nativii erau nativi – interesant, fără îndoială, dar care, într-un final... au devenit rasa inferioară.”
Din cauza îngrijorării că romanul ar putea fi calomnios, că orașul Katha ar putea fi descris prea realist, și că unele personaje ar putea fi bazate pe oameni reali, a fost pentru prima oară publicat în Statele Unite. O ediție britanică, cu nume modificate, a apărut un an mai târziu. Când a fost publicată, în anii '30, portretizarea dură a societății coloniale a lui Orwell a fost primită de "birmanezi get-beget" ca o dezamăgire, mai degrabă. Într-o scrisoare din 1946, Orwell a spus "Aș putea spune că este nedreaptă și inexactă în anumite locuri, dar mare parte din ea este doar un raport a ceea ce am văzut."

## Context
Orwell a petrecut cinci ani, între 1922-1927, ca ofițer de poliție în Birmania (Myanmar-ul de astăzi). Birmania a devenit parte a Imperiului Britanic în secolul 19. Britanicii au colonizat Birmania în mai multe etape – abia în 1885 au reușit să ajunga la capitala regală de atunci, Mandalay, și abia atunci au putut declara Birmania ca parte a Imperiului Britanic. Cu toate că Birmania era cea mai înstărită țară din Asia de sud-vest sub guvernare britanică, ca și colonie, era văzută ca ceva care trage în jos. Când Orwell a ajuns în delta Irrawaddy, pentru a-și începe cariera de polițist al imperiului, în ianuarie 1924, această deltă îi producea Birmaniei peste 3 milioane de tone de orez – jumătate din rezerva lumii. Orwell a mai lucrat și în alte regiuni ale Birmaniei, cum ar fi: Mandalay, Maymyo, Myaungmya, Yangon, Syriam, Insein (la nord de Yangon, situl celei mai sigure închisori a coloniei și, în prezent, cel mai faimos penitenciar al țării) Moulmein și Kathar. Kathar, cu vegetația ei luxuriantă, descrisă de Orwell cu plăcere, reprezintă cadrul fizic al romanului.
Zile birmaneze a fost pentru câțiva ani în pregătire. Orwell a început să-l scrie la Paris, între 1928 și 1929. El încă mai lucra la el în 1932, atunci când se afla la Southwold în vacanța de vară. În decembrie 1933, el a tipărit prima versiune, iar în 1934 a livrat-o agentului său, Leonard Moore, pentru ca Victor Gollancz să o publice, acesta din urmă fiind cel care îi publicase și ultima carte. Gollancz, din motive legale, a refuzat să publice manuscrisul. Editura Harper & Brothers a publicat romanul în Statele Unite în octombrie 1934. În primăvara anului 1935, Gollancz, după ce Orwell a putut să demonstreze că romanul nu are la bază oameni adevărați, a declarat că este pregătit să publice Zile birmaneze. S-au întreprins căutări extinse în rândul individizilor britanici din listele coloniale pentru a nu exista coincidențe. Multe dintre numele europenilor s-au găsit în Rangoon Gazette, iar U Po Kyin era numele unui ofițer birmanez de la secția de poliție din Mandalay. Gollancz a publicat romanul în Regatul Unit pe 24 iunie 1935.

## Rezumat
Zile birmaneze are loc în anii 1920, în Birmania, în orașul fictiv Kyauktada. Odată cu începerea poveștii, U Po Kyin, un magistrat corupt birmanez, plănuiește să distrugă reputația lui Veraswami, un doctor indian. Imunitatea pe care o are doctorul este prietenia cu John Flory, un om cu prestigiu, fiind un alb european. Dr. Veraswami dorește privilegiul de a fi membru al Clubului european, deoarece el crede că, dacă se va înțelege bine cu europenii, planul lui U Po Kyin nu va avea sorți de izbândă. U Po Kyin începe o campanie prin care să le demonstreze europenilor că dr. Veraswami este neloial și are opinii anti-britanice. El ajunge să-i trimită o scrisoare de amenințare chiar lui Flory.
John Flory este un negustor de 35 de ani. Este responsabil trei săptămâni pe lună să supravegheze 'excavarea' unei jungle de cherestea, nu are prieteni și este necăsătorit. Are un semn din naștere pe obrazul stâng. A devenit atât de legat de Birmania, încât îi este imposibil să o părăsească și să se întoarcă în Anglia. Veraswami și Flory sunt prieteni buni, iar Flory îl vizitează des pe doctor pentru, ceea ce el declară cu plăcere, 'conversații culturale'. Flory critică de fiecare dată acest Imperiu Britanic, spunând că "englezii sunt aici pentru a-i jefui pe frații noștri negri, nu pentru a-i ajuta." Cu toate că el găsește scăparea cu ajutorul amantei sale birmaneze, Ma Hla May, Flory rămâne nesatisfăcut emoțional.
Odată cu venirea lui Elizabeth Lackersteen, nepoata orfană a dl. Lackersteen, Flory petrece mai mult timp cu ea și cei doi se atașează, totul culminând cu o expediție de vânătoare, în care Flory îi face cadou lui Elizabeth o piele de leopard. Pierdut în fantezia romantică, Flory își imaginează că Elizabeth este femeia care "îl va înțelege și care îi va dărui prietenia de care el are nevoie". El o dă afară din casă pe ibovnică. La suprafață, Elizabeth este îngrozită de atitudinea lui Flory față de birmanezi, care îi vede pe aceștia ca un popor cu o cultură bogată, în timp ce Elizabeth îi vede ca niște 'bestii'.
Flory este întrerupt de 2 ori din a o cere în căsătorie pe Elizabeth, prima oară fiind întrerupți de mătușa fetei, iar a doua oară de un cutremur. Întreruperea d-nei. Lackersteen este deliberată, deoarece ea aflase că un tânăr locotent, pe nume Verrall, urma să ajungă în Kyauktada. Fiind dintr-o familie înstărită, ea îl vede ca un soț perfect pentru Elizabeth. Dna. Lackersteen îi spune lui Elizabeth că Flory a avut, în tot timpul acesta, o amantă, dar, cu toate că Flory a încercat să-i explice fetei că a scăpat de concubină imediat cum a cunoscut-o pe ea, Elizabeth cade în brațele lui Verrall. Flory este devastat, și, în ciuda încercărilor sale de a o răzgândi pe Elizabeth, aceasta îi răspunde că sentimentele nu sunt reciproce. Dna. Lackersteen le spune servitorilor să ardă pielea de leopard primtă cadou de la Flory, spunând că reprezintă deteriorarea relației dintre cei doi.
Campania lui U Po Kyin împotriva dr. Veraswami reprezintă doar încercarea acestuia de a deveni membru al Clubului european din Kyauktada. Clubul primise ordinul de a alege un membru nativ, iar dr. Veraswami era cel mai adecvat candidat. Cu ajutorul unui curaj neașteptat, Flory îl propune pe dr. Veraswami ca membru al Clubului. Revolta creată de U Po Kyin pentru a-l surclasa pe dr. Veraswami face ca tensiunile dintre birmanezi și europeni să culmineze cu rănirea unui copil nativ de către un negustor de cherestea, pe nume Ellis. Revolta este calmată, iar prestigiul dr. Veraswami este refăcut.
Verrall pleacă din Kyauktada, fără a o anunța pe Elizabeth, iar fata se îndrăgostește de Flory pentru a doua oară. Flory este fericit și plănuiește să se însoare cu Elizabeth. Cu toate acestea, U Po Kyin nu renunță; el o angajează pe fosta amantă birmaneză a lui Flory să stârnească scandal în timpul slujbei de duminică, la care participau Flory și Elizabeth. Flory cade în dizgrație, iar Elizabeth refuză să mai aibă ceva de-a face cu el. Doborât de situație și de faptul că nu o să mai aibă vreun viitor, Flory își omoară propriul câine, pe Flo, un cocker spaniel, și se sinucide.
Dr. Veraswami este exilat în alt district, iar U Po Kyin este ales membru al Clubului. Planurile lui U Po Kyin au avut succes, iar acesta plănuiește să-și spele păcatele prin construirea unor pagode. El moare de apoplexie înainte ca prima pagodă să fie terminată. Elizabeth se mărită, într-un final, cu Macgregor, Comisarul districtului, și trăiește fericită, cu toate că birmanezii încă o disprețuiesc, dar care, într-un final, o acceptă ca și "burra memsahib" (termen respectuos dat femeilor albe, europene).

## Personaje
- John (în unele ediții, James) Flory, personajul principal, negustor de 35 de ani, care sprijină cultura birmaneză, ceea ce îi atrage mulți dușmani; are un semn din naștere pe obrazul stâng, ceea ce îl face să creadă că societatea îl consideră hidos.
- Elizabeth Lackersteen, femeie orfană de 22 de ani, nemăritată, din Anglia, care a venit în Birmania să locuiască cu ultimele rude rămase, soții Lackersteen; urăște stilul de viață boemian, după ce mama ei și-a luat un artist în modă; îl parăsește pe Flory de două ori.
- Dl. Lackersteen, directorul unei fabrici de cherestea, care are probleme cu băutura, ceea ce îl determină, la un moment dat, să-i facă avansuri sexuale nepoatei sale, Elizabeth.
- Dna. Lackersteen, mătușa lui Elizabeth, englezoaică clasică, care dorește ca Elizabeth să se mărite cu un bărbat bogat, din societatea înaltă, cu care să-și întemeieze o familie.
- Dr. Veraswami, doctor indian, prieten cu Flory, care îi tratează cu respect pe britanici; se înfruntă cu U Po Kyin pentru obținerea unui loc în Clubul european, loc ce i-ar garanta, în continuare, dreptul de a munci în Kyauktada.
- U Po Kyin, magistrat corupt și obez, care simte că poate face orice îi trece prin cap – să-i înșele pe oameni și să le ia banii, să-i bage la închisoare pe inocenți sau să abuzeze de fete tinere; planul său de a scăpa de dr. Veraswami are succes, dar moare la puțin timp după ce ajunge membru al Clubului european.
- Ma Hla May, amantă a lui Flory, ea profită de privilegiile pe care le are acesta ca om alb; după ce Flory o întâlnește pe Elizabeth, aceasta este dată afară din casa lui și începe să-l șantajeze; în final, ajunge să lucreze la un bordel.
- Ko S'la, servitorul devotat al lui Flory, cu toate că nu este de acord cu relația acestuia cu Ma Hla May și cu problemele acestuia cu băutura; îl compătimește pe Flory pentru comportamentul copilăresc, dar și pentru semnul din naștere.
- Locotenentul Verrall, polițist care este doar temporar în oraș; deoarece este tânăr, frumos și bogat, consideră că toți îi sunt inferiori lui; încurajată de mătușa ei, Elizabeth îl privește pe Verrall ca un pretendent, dar acesta o folosește numai pentru propria distracție; în final, pleacă din oraș, fără să o anunțe pe Elizabeth.
- Dl. MacGregor, secretar al Clubului, este contactat de câteva ori de U Po Kyin pentru a obține locul în Club; fiind rămas unul dintre singurii burlaci din oraș, se însoară cu Elizabeth.
- Ellis, un englez foarte violent, care deține o fabrică de cherestea în Birmania Superioară (de Nord); din cauza urei pentru cultura birmaneză, are câteva conflicte cu Flory și dr. Veraswami.

## Stil
Biograful lui Orwell, D.J. Taylor, notează, "lucrul cel mai impunător al nuvelei este extravaganța limbii: revolte de imagini rococo care scapă de sub control"
Jeffrey Meyers a scris, în anul 1975, că Zile birmaneze a fost puternic influențat de romanul A Passage to India, publicat în 1924, când Orwell servea în Birmania. Amândouă romane se concentrează pe prietenia dintre un englez și un indian, și o fată care pleacă în colonii, se logodește, după care rupe relația. Amândouă folosesc Cluburi pentru a arăta interacțiunile societății, și amândouă arată personalitatea unui personaj în funcție de preferințele rasiale.
Orwell însuși a scris în eseul Why I Write (1946) următoarea afirmație: "Am vrut să scriu romane enorm de naturaliste, cu finaluri nefericite, pline de descrieri detaliate și zâmbete impresionante. Și, de fapt, prima mea carte, Zile birmaneze.... este genul acela de carte."

## Teme

### Imperialismul
Flory consideră imperialismul doar o metodă de a face bani, spunând că singurul motiv pentru care vrea ca Birmania să rămână colonie britanică este acela că el se află acolo. Westfield declară că dominația britanică în Birmania era pe sfârșite, și că nativii nu îi mai respectau pe conducătorii lor. Sugestia lui Westfield, aceea că britanicii ar trebui, pur și simplu, să părăsească țara, este primită cu succes de membrii Clubului, inclusiv de Flory.

### Rasismul
Pe tot parcursul romanului, domină un sentiment de rasism, un sentiment care caracterizează englezii ca fiind o rasă superioară, iar birmanezii niște „porci negri și mirositori”. Cel mai primitor dintre englezi este Flory, care este prieten bun cu un doctor indian, Veraswami, și care este împotriva co-naționalilor săi, atunci când este vorba de inferioritatea birmanezilor. Cu toate că este prezent un vast spectru de rasism al englezilor în Birmania, acel spectru este caracteristic în toată India colonială.

### Identitatea
Pe parcursul nuvelei, conceptul identității este reflectat de către personajele principale. Flory este cel mai bun exemplu de caracter care trece printr-o criză de identitate, dorind să-și satisfacă atât pasiunea pentru cultura birmaneză, cât și cea pentru imperiul britanic.
Din păcate, la finalul nuvelei, Flory își găsește sfârșitul, odată ce amândouă lumi se prăbușesc simultan.

## Reacții
Editura Harpers a adus Zile birmaneze în Statele Unite pe 25 octombrie 1934, într-o ediție cu 2.000 de copii; – în februarie 1935, la doar patru luni după publicare, doar 976 de copii au fost vândute. Singura recenzie americană pe care însuși Orwell a citit-o a fost nefavorabilă. Această recenzie a apărut în ziarul New York Herald Tribune Books, și a fost scrisă de Margaret Carson Hubbard: "Vulgaritatea groaznică a personajelor de lumea a treia, care îndură căldura și greața glorioasei Indie Britanice, pe vremea când cincisprezece lovituri de bici rezolvau orice insolență..." Totuși, o recenzie pozitivă a venit din partea unui jurnalist anonim în ziarul Boston Evening Transcript, pentru care personajul principal era "analizat cu o înțelegere rară și o dreptate fără prejudecăți, chiar implacabilă", iar cartea însăși a fost plină de "realități conturate cu hotărâre."
După publicarea ei în Marea Britanie, Zile birmaneze a câștigat o recenzie în New Statesman, din partea lui Cyril Connolly:
Zile birmaneze este un roman atât de bun nu numai pentru că spune o poveste care atrage, ci și pentru că oamenii pe care îi descrie sunt cât se poate de reali. În plus, Orwell își știe foarte bine istoria și personajele ei, căci le-a trăit.
Orwell a primit și o scrisoare de la antropologul Geoffrey Gorer, după cum urmează:
Îmi dai voie să-ți spun cât de mult îți admir romanul Zile birmaneze: mi se pare o declarație absolut admirabilă de realități, spusă cu atâta amărăciune cu cât este posibil.
Din cauza acestor recenzii, Orwell și-a reînnoit prietenia cu Connolly, ceea ce i-a dăruit acestuia legături utile în literatură, o evaluare pozitivă în cartea lui Connolly, Enemies of Promise, dar și în revista literară Horizon. El a devenit prieten bun și cu Gorer.